# کلیسای جامع باسیلیکا سنت جیمز (بروکلین)
کلیسای جامع باسیلیکا سنت جیمز (انگلیسی: Cathedral Basilica of St. James) یک کلیسا در کشور ایالات متحده آمریکا است.
این کلیسا در شهر بروکلین، نیویورک قرار دارد و در سال ۱۸۲۲ میلادی بنیان‌گذاری شده و در سال ۱۹۰۳ ساخت آن به‌طور کامل به پایان رسیده‌است.